# كأس السوبر الإسباني 1988
كأس السوبر الإسباني 1988 بعد غياب عامين (1986 و 1987) عادت كأس السوبر الإسباني مجدداً التي بدأت لأول مرة سنة 1982 ، جمعت هذه النسخة بطل الدوري الإسباني موسم 1987-88 ريال مدريد وبطل كأس إسبانيا موسم 1987- 88 برشلونة ، أُقيمت من مباراتي ذهاب وإياب خريف عام 1988، وحقق ريال مدريد اللقب بعد فوزة بمجموع المباراتين بنتيجة 3-2 .

## التفاصيل

### مباراة الذهاب
| ريال مدريد                                          | 2–0 | برشلونة            |
| --------------------------------------------------- | --- | ------------------ |
| ميتشيل 51' · هوغو سانشيز 79' · المدرب · ليو بينهاكر |     | المدرب يوهان كرويف |

### مباراة الإياب
| برشلونة                               | 2–1 | ريال مدريد                            |
| ------------------------------------- | --- | ------------------------------------- |
| باكيرو 37، 78' · المدرب · يوهان كرويف |     | بوتراغينيو 15' · المدرب · ليو بينهاكر |